# Fürstenhaus Weimar

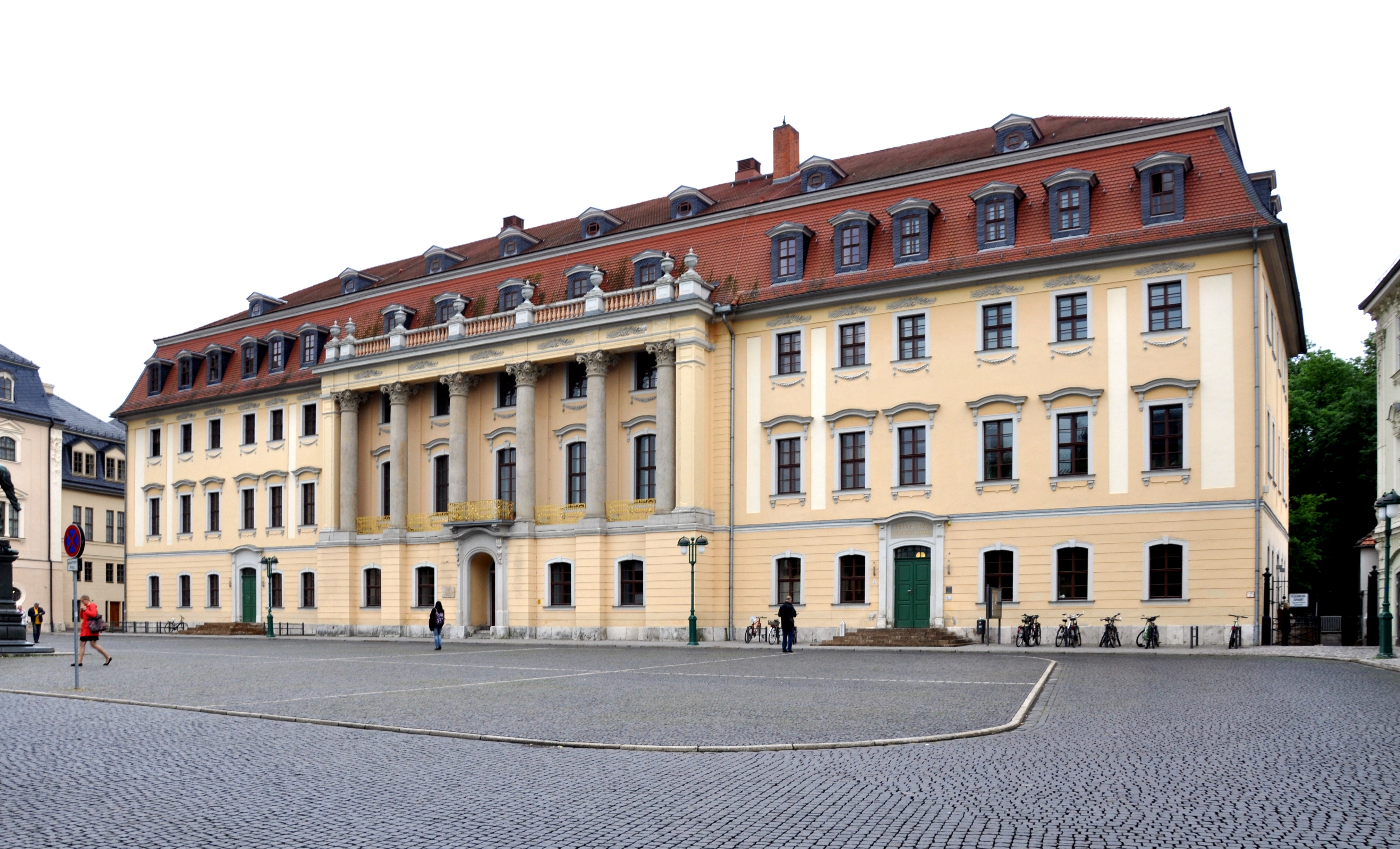
Fürstenhaus Weimar

Das Fürstenhaus am Platz der Demokratie in Weimar ist ein ehemaliges Schloss, Parlaments- und Regierungsgebäude, das seit 1951 die Hochschule für Musik Franz Liszt Weimar beherbergt.

## Geschichte

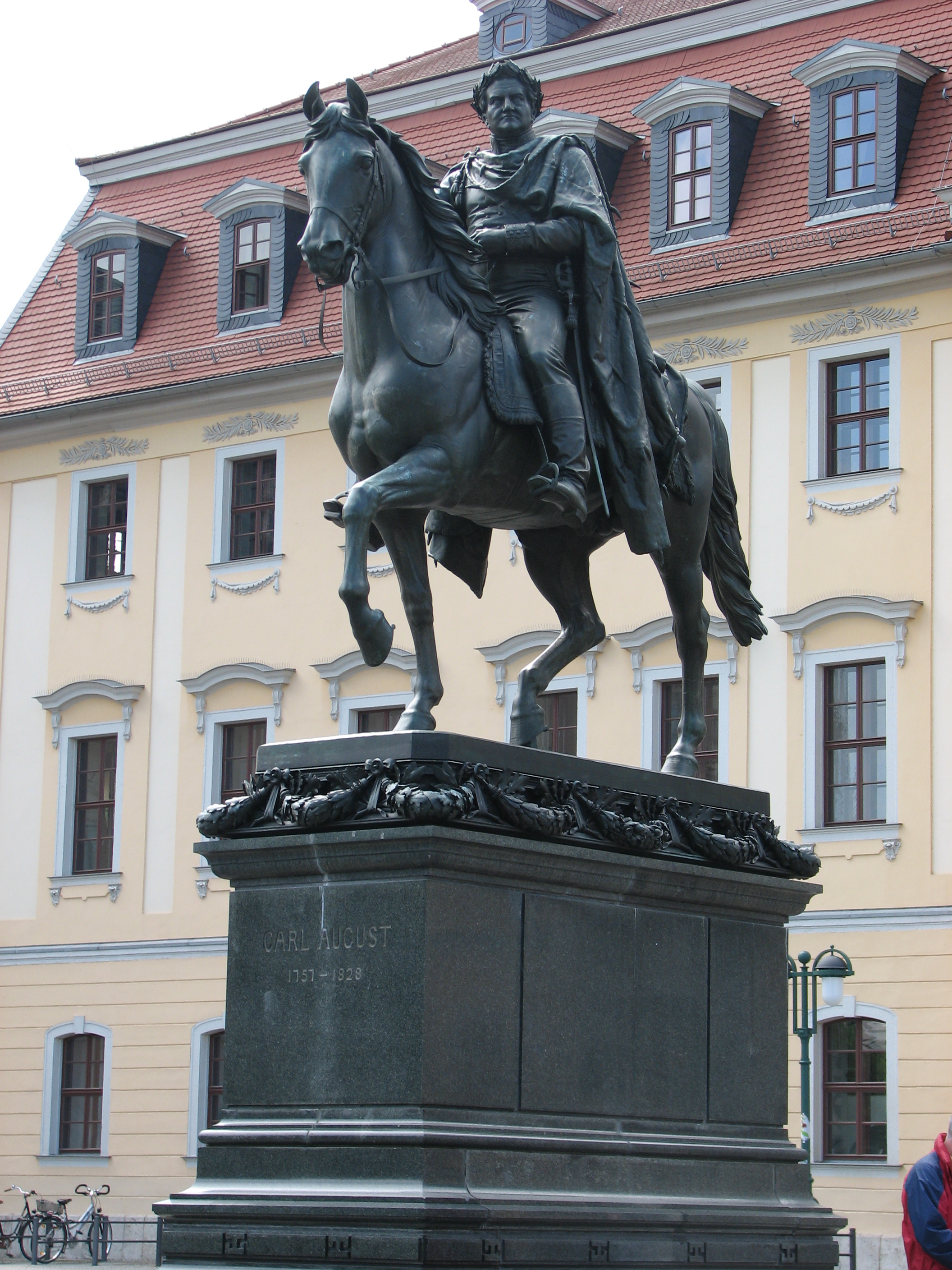
Reiterstandbild Carl Augusts des Bildhauers Adolf von Donndorf

Der Architekt Anton Georg Hauptmann errichtete das Gebäude 1770–1774 nach Plänen des fürstlichen Landbaumeisters Johann Gottfried Schlegel. Die Grundsteinlegung erfolgte am 3. Mai 1770. Eigentlich sollte die Fürstliche Landschaftskasse (die Finanzbehörde) das Gebäude beziehen, wozu es aber niemals kam. 1774 brannte das Weimarer Stadtschloss ab, die Wilhelmsburg. Herzog Karl August bezog daraufhin das noch nicht fertiggestellte Landschaftskassengebäude, das fortan Fürstenhaus genannt wurde. Ihm sollte der Einzug noch gereuen, musste er doch erleben, dass infolge baulicher Mängel, die wahrscheinlich auf Hauptmanns Wirken zurückzuführen sind, bereits 1781 die 74 Meter lange Decke einstürzte. Hauptmann hatte offenbar billigeres Material verbauen lassen, um seinen eigenen Gewinn zu erhöhen. Schlegel verlor seinen Posten, weil er angeblich ungenügende Vorkehrungen für den Brandschutz dieses Gebäudes getroffen hatte. Hauptmann hatte gegen Schlegel intrigiert. Das geschah unter dem Eindruck des Schlossbrandes von 1774.
Von 1848 bis 1918 war das Fürstenhaus Sitz des Parlamentes des Großherzogtums Sachsen-Weimar-Eisenach und bis 1920 des Freistaats Sachsen-Weimar-Eisenach. Bis 1933 beherbergte es den Thüringer Landtag sowie das thüringische Innenministerium.
Heute gehört das Fürstenhaus zur Hochschule für Musik Franz Liszt. Im nahezu rechten Winkel wird das Gebäude vom Rößlerschen Haus flankiert, dem Verwaltungsgebäude der Hochschule.
Im Mittelpunkt steht das Carl-August-Denkmal, geschaffen 1875 von Adolf von Donndorf.

## Beschreibung

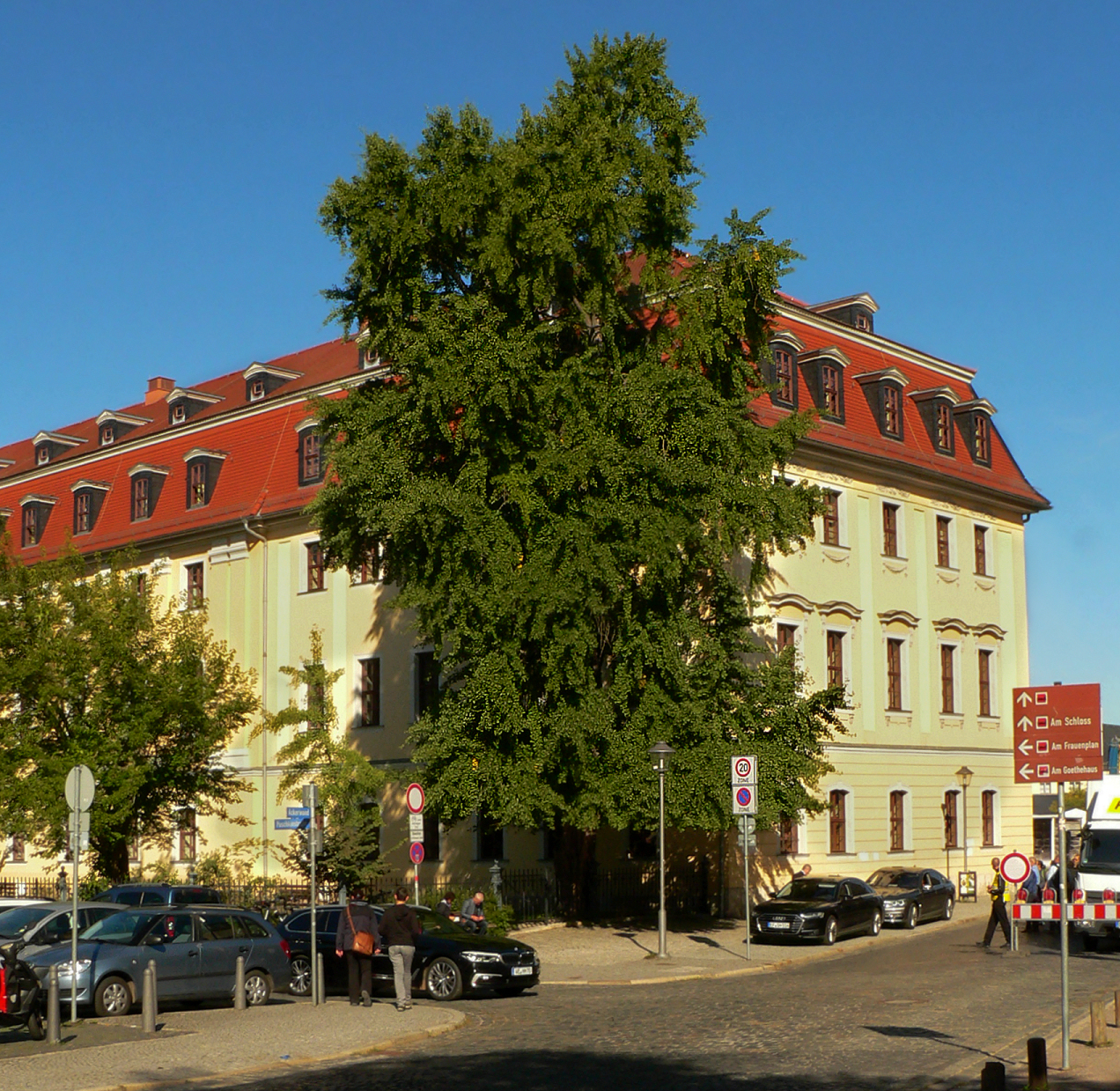
Goethe-Ginkgo am Fürstenhaus, 2019

Markant ins Auge tritt die Fassade mit der Säulenreihe im Mittelteil mit den korinthischen Kapitellen und dem Mansarddach. Über den Säulen befindet sich ein Balkon, dessen Balustrade mit Urnen bestückt ist. Es ist ein Bau mit Erdgeschoss, zwei Obergeschossen und einem Dachgeschoss. Die heute sichtbaren Säulen sind bei einem Umbau 1892 erst angebracht worden, während es vormals lediglich Scheinsäulen gewesen waren, die die Gliederung der Fassade vorgaben. Den Entwurf lieferte 1889 Franz Wilhelm Julius Bormann.
Vor dem Gebäude auf dem Platz ist ein Reiterstandbild Carl Augusts des Bildhauers Adolf von Donndorf aufgestellt. In unmittelbarer Nähe befindet sich die Herzogin-Anna-Amalia-Bibliothek.
Auf der Rückseite in der Puschkinstraße befindet sich der Ginkgo biloba, den Goethe selbst um 1815 seinen Hofgärtner Johann Conrad Sckell dorthin pflanzen ließ und daher auch Goethe-Ginkgo genannt wird und heute ein Naturdenkmal ist.
Das Fürstenhaus steht auf der Liste der Kulturdenkmale in Weimar (Einzeldenkmale).